# 후지코시역
후지코시역(일본어: 不二越駅)은 일본 도야마현 도야마시에 위치한 도야마 지방 철도 후지코시 선의 철도역이다. 단선 승강장 1면 1선의 구조를 갖춘 지상역이다.

## 이용 현황
| 연도 | 1일 평균 승차 인원 |
| ---- | ------------------ |
| 2001 | 210                |
| 2002 | 212                |
| 2003 | 180                |
| 2004 | 175                |
| 2005 | 175                |
| 2006 | 173                |
| 2007 | 175                |
| 2008 | 175                |
| 2009 | 171                |
| 2010 | 180                |
| 2011 | 185                |
| 2012 | 182                |
| 2013 | 195                |
| 2014 | 210                |
| 2015 | 222                |
| 2016 | 229                |

## 역 주변
- 후지코시 도야마 사업소
- 후지코시 공업 고등학교

## 역사
- 1914년 12월 6일 : 도야마 게이벤 철도의 도야마 역 - 사사즈 역 간 개통과 동시에 야마무로역으로서 개업. 당초는 정류장이었음.
- 1915년 10월 24일 : 도야마 게이벤 철도가 도야마 철도로 개칭.
- 1917년 9월 17일 : 정류장으로부터 정거장으로 변경.
- 1933년 4월 20일 : 도야마 철도 해산. 도야마 역 - 호리카와신 역 간은 도난 철도에서 이어 받음.
- 1941년 12월 1일 : 도난 철도가 도야마 전기 철도로 노선을 양도. 도야마 전철 도난 선의 역이 됨.
- 1943년
  - 1월 1일 : 육상 교통 사업 조정법에 의해 도야마 지방 철도 발족. 지테쓰 다테야마 선의 역이 됨.
  - 6월 20일 : 당 역 포함 후지코시 - 미나미토야마 간이 전철화됨.
- 1958년 4월 12일 : 후지코시역으로 개칭.
- 1961년 7월 18일 : 도야마 시내선 주쿄인마에 정류장 - 후지코시에키마에 정류장 간 개업.
- 1984년 4월 1일 : 야마무로 선 폐지에 의해 후지코시에키마에 정류장 폐지.
- 2005년 7월 26일 : 현도의 확장 공사에 의해, 승강장 및 선로를 이설. 역사는 철거되어 승강장 옥상 밖에 남지 않음. 이 공사에 의해, 선로의 직선화, 승강장의 배리어프리화, 무인역 방송 안내 장치 도입 등이 행해졌다.

## 인접 역
| 도야마 지방 철도 후지코시 선 | 도야마 지방 철도 후지코시 선 | 도야마 지방 철도 후지코시 선 |
| ---------------------------- | ---------------------------- | ---------------------------- |
| 이나리마치 이나리마치 방면   | ■ 후지코시 선                | 오이즈미 미나미토야마 방면   |